# 24 novembre 2010
Le mercredi 24 novembre 2010 est le 328e jour de l'année 2010.

## Décès
- Huang Hua (né le 25 janvier 1913), homme politique chinois
- Molly Luft (née le 19 mars 1944), prostituée allemande
- Peter Christopherson (né le 27 février 1955), musicien anglais
- Sergio Valech (né le 21 octobre 1927), évêque chilien

## Événements
- Sortie de l'album Ancestral Romance du groupe Dark Moor
- Sortie du film américain Burlesque
- Sortie du film américain Faster
- Diffusion du téléfilm d'animation américain Firebreather
- Sortie du jeu vidéo Gran Turismo 5
- Sortie du film américano-britannique Harry Potter et les Reliques de la Mort (première partie)
- Sortie du single Honnou no Doubt de Faylan
- Création du site web Pixabay
- Sortie du film d'animation Raiponce
- Sortie des albums compilation de l'artiste Hikaru Utada : Utada Hikaru Single Collection Vol.2 et Utada the Best